# Zavetni (Krasnodar)
Zavetni (del ruso: Заветный) es un posiólok del ókrug urbano de la ciudad de Armavir, en el krai de Krasnodar de Rusia. Está situada en la orilla izquierda del río Urup, afluente por la izquierda del río Kubán, 7 km al sureste de Armavir y 170 km al este de Krasnodar. Tenía 4 854 habitantes en 2002.
Es cabeza del ókrug rural Zavetni, al que pertenecen asimismo Pervomaiski, Krasin y Zúyevo.

## Historia
El posiólok fue registrado el 23 de junio de 1952.

## Transporte
Por la localidad pasa la carretera federal M29 Cáucaso.